# Miranda Richardson
Miranda Jane Richardson (Southport, 3 de marzo de 1958) es una actriz británica de cine, televisión y teatro.

## Carrera
Estudió en el Bristol Old Vic Theatre School, y además de su carrera en cine y televisión, Miranda Richardson actuó en producciones teatrales como Edmond de David Mamet, ¿Quién teme a Virginia Woolf? de Edward Albee, Insignificance de Terry Johnson, A Lie of the Mind de Sam Shepard y Orlando de Robert Wilson, entre otras. Ha sido nominada en dos ocasiones a los premios Óscar por Damage (1992) y Tom & Viv (1994). En 2005 interpretó a la reportera de El Profeta, Rita Skeeter, en Harry Potter y el cáliz de fuego.

## Filmografía
| Año           | Producción                                         | Personaje                                   | Notas |
| ------------- | -------------------------------------------------- | ------------------------------------------- | --- |
| 1984          | A Woman of Substance                               | Paula McGill Amory                          | Televisión. |
| 1985          | Dance with a Stranger                              | Ruth Ellis                                  | |
| 1985          | Underworld                                         | Oriel                                       | |
| 1985          | The Innocent                                       | Mary Turner                                 | |
| 1985          | After Pilkington                                   | Penny                                       | Televisión Nominada — BAFTA a la mejor actriz de televisión                                                                           |
| 1986          | Blackadder II                                      | Isabel I de Inglaterra ("Queenie")          | Televisión. |
| 1986          | The Death of the Heart                             | Daphne Heccomb                              | |
| 1987          | Blackadder the Third                               | Amy Hardwood                                | Televisión. |
| 1987          | Eat the Rich                                       | DHSS Blonde                                 | |
| 1987          | El imperio del sol                                 | Sra. Victor                                 | |
| 1987          | Sweet as You Are                                   | Julia Perry                                 | Televisión. |
| 1988          | The Storyteller                                    | Bruja - Episodio "The Three Ravens"         | Televisión. |
| 1988          | Blackadder's Christmas Carol                       | Isabel I de Inglaterra / Reina Asphyxia XIX | Televisión. |
| 1989          | Ball Trap on the Cote Sauvage                      | Early Bird                                  | |
| 1989          | Blakadder Goes Forth                               | Enfermera Mary Fletcher-Brown               | Televisión. |
| 1989          | The Mad Monkey                                     | Marilyn                                     | |
| 1990          | Secret Friends                                     | Olivia                                      | Televisión. |
| 1990          | Mio caro dottor Gräsler                            | Frederica                                   | |
| 1990          | The Fool                                           | Columbine / Rosalind / Ophelia              | |
| 1990          | El sueño del mono loco                             | Marilyn                                     | |
| 1990          | Old Times                                          | Anna                                        | |
| 1990          | Die Kinder                                         | Sidonie Reiger                              | Televisión. |
| 1992          | The Crying Game                                    | Jude O'Hara                                 | Nominada — BAFTA a la mejor actriz de reparto                                                                                         |
| 1992          | Damage                                             | Ingrid Fleming                              | BAFTA a la mejor actriz de reparto Nominada — Óscar a la mejor actriz de reparto Nominada — Globo de Oro a la mejor actriz de reparto |
| 1992          | Un abril encantado                                 | Rose Arbuthnot                              | Globo de Oro a la mejor actriz - Comedia o musical.                                                                                   |
| 1993          | Century                                            | Clara                                       | |
| 1993          | The line, the Cross and the Curve                  | Mujer misteriosa                            | |
| 1994          | Absolutely Fabulous                                | Bettina                                     | Televisión. |
| 1994          | Tom & Viv                                          | Vivienne Haigh-Wood                         | Nominada — Óscar a la mejor actriz Nominada — BAFTA a la mejor actriz Nominada — Globo de Oro a la mejor actriz - Drama               |
| 1994          | Fatherland                                         | Charlie Maguire                             | Globo de Oro a la mejor actriz de reparto de serie, miniserie o telefilme                                                             |
| 1994          | The Night and the Moment                           | Julie                                       | |
| 1996          | The Evening Star                                   | Patsy Carpenter                             | |
| 1996          | Kansas City                                        | Carolyn Stilton                             | |
| 1997          | The Designated Mourner                             | Judy                                        | |
| 1997          | Saint-Ex                                           | Consuelo                                    | |
| 1997          | The Apostle                                        | Toosie                                      | Nominada — Independent Spirit Award a la mejor actriz de reparto                                                                      |
| 1997          | A Dance to the Music of Time                       | Pamela Flitton                              | Televisión. Nominada — BAFTA a la mejor actriz de televisión                                                                          |
| 1998          | St. Ives                                           | Srta. Gilchrist                             | |
| 1998          | The Scold's Bridle                                 | Dra. Sarah Blakeney                         | |
| 1998          | Merlin                                             | Reina Mab / Dama del Lago                   | Nominada — Globo de Oro a la mejor actriz de miniserie o telefilme                                                                    |
| 1999          | Alicia en el país de las maravillas                | Reina de Corazones / Mujer de la sociedad   | |
| 1999          | Jacob Two Two Meets the Hooded Fang                | Miss Fowl                                   | |
| 1999          | The Big Brass Ring                                 | Dinah Pellarin                              | Nominada — Globo de Oro a la mejor actriz de reparto de serie, miniserie o telefilme                                                  |
| 1999          | Sleepy Hollow                                      | Lady Van Tassel / Crone                     | |
| 1999          | Blackadder: Back & Forth                           | Isabel I de Inglaterra ("Queenie")          | |
| 1999          | El rey y yo                                        | Anna Leonowens (voz)                        | |
| 2000          | Get Carter                                         | Gloria Carter                               | |
| 2000          | Chicken Run                                        | Sra. Tweedy (voz)                           | |
| 2000          | The Miracle Maker                                  | María Magdalena (voz)                       | |
| 2001          | Blancanieves                                       | Reina Elspeth                               | Película de Televisión. |
| 2002          | Las horas                                          | Vanessa Bell                                | Nominada — Premio del Sindicato de Actores al mejor reparto                                                                           |
| 2002          | Spider                                             | Yvonne / Sra. Clegg                         | |
| 2003          | The Lost Prince                                    | Reina María                                 | Televisión. Nominada — BAFTA a la mejor actriz de televisión Nominada — Globo de Oro a la mejor actriz de miniserie o telefilme       |
| 2003          | The Rage in Placid Lake                            | Sylvia Lake                                 | |
| 2003          | Falling Angels                                     | Mary Field                                  | |
| 2004          | El príncipe y yo                                   | Reina Rosalind                              | |
| 2004          | Churchill: The Hollywood Years                     | Eva Braun                                   | |
| 2004          | El fantasma de la ópera                            | Madame Giry                                 | |
| 2004          | Absolutely Fabulous                                | Bettina                                     | Televisión. |
| 2005          | El sueño de una noche de San Juan                  | Reina Titania (voz en inglés)               | |
| 2005          | Harry Potter y el cáliz de fuego                   | Rita Skeeter                                | |
| 2006          | La hija de Gideon                                  | Stella                                      | |
| 2006          | Merlin's Apprentice                                | Dama del Lago                               | |
| 2006          | Wah-Wah                                            | Lauren Compton                              | |
| 2006          | Provoked                                           | Veronica Scott                              | |
| 2006          | Paris, je t'aime                                   | Esposa                                      | |
| 2007          | Puffball                                           | Mabs Tucker                                 | |
| 2007          | Fred Claus                                         | Sra. Annette Claus                          | |
| 2007          | Southland Tales                                    | Nana Mae van Adler-Frost                    | |
| 2007          | Spinning Into Butter                               | Catherine Kenney                            | |
| 2007          | The Life and Times of Vivienne Vyle                | Helena                                      | Televisión. |
| 2009          | The Young Victoria                                 | Duquesa de Kent                             | |
| 2010          | Made in Dagenham                                   | Barbara Castle                              | Nominada — BAFTA a la mejor actriz de reparto                                                                                         |
| 2010          | Harry Potter y las Reliquias de la Muerte: parte 1 | Rita Skeeter                                | |
| 2010          | Rubicon                                            | Katherine Rhumor                            | Televisión. |
| 2012          | Parade's End                                       | Sra. Wannop                                 | Televisión. |
| 2012          | World Without End                                  | Madre Cecilia                               | Televisión. |
| 2012          | Dead Boss                                          | Jo                                          | Televisión. |
| 2013          | Belle                                              | Lady Ashford                                | |
| 2014          | Muppets Most Wanted                                | Berliner at Window                          | |
| 2014          | Mapp and Lucia                                     | Elizabeth Mapp                              | Televisión. |
| 2015          | Danger Mouse                                       | Reina Escarabajo                            | |
| 2015          | And Then There Were None                           | Emily Brent                                 | Televisión. |
| 2017          | iBoy                                               | Nan                                         | Televisión. |
| 2019-presente | Pinky Malinky                                      | Kathy Malinky (voz)                         | Televisión. |
| 2019          | Good Omens (Temporada 1)                           | Madame Tracy                                | Miniserie en Streaming. |
| 2023          | Good Omens (Temporada 2)                           | Shax                                        | Miniserie en Streaming. |
| 2023          | Chicken Run: Dawn of the Nugget                    | Sra. Tweedy (voz)                           | |
| 2023          | La elefanta del mago                               | Madam LaVaughn                              | |

## Premios y reconocimientos
Premios Óscar
| Año  | Categoría               | Trabajo nominado | Resultado |
| ---- | ----------------------- | ---------------- | --------- |
| 1993 | Mejor actriz de reparto | Damage           | Nominada  |
| 1995 | Mejor actriz            | Tom & Viv        | Nominada  |

| Año  | Premio                            | Categoría                                               | Producción                   | Resultado | Ref. |
| ---- | --------------------------------- | ------------------------------------------------------- | ---------------------------- | --------- | ---- |
| 1988 | British Academy Television Awards | Mejor actriz de televisión                              | After Pilkinton              | Nominada  |      |
| 1993 | Premios Globo de Oro              | Mejor actriz de reparto                                 | Damage                       | Nominada  |      |
| 1993 | Premios Globo de Oro              | Mejor actriz – Comedia o musical                        | Enchanted April              | Ganadora  |      |
| 1993 | Premios BAFTA                     | Mejor actriz de reparto                                 | The Crying Game              | Nominada  |      |
| 1993 | Premios BAFTA                     | Mejor actriz de reparto                                 | Damage                       | Ganadora  |      |
| 1994 | Premios BAFTA                     | Mejor actriz                                            | Tom & Viv                    | Nominada  |      |
| 1995 | Premios Globo de Oro              | Mejor actriz – Drama                                    | Tom & Viv                    | Nominada  |      |
| 1995 | Premios Globo de Oro              | Mejor actriz de reparto de serie, miniserie o telefilme | Fatherland                   | Ganadora  |      |
| 1998 | Independent Spirit Awards         | Mejor actriz de reparto                                 | The Apostle                  | Nominada  |      |
| 1998 | British Academy Television Awards | Mejor actriz de televisión                              | A Dance to the Music of Time | Nominada  |      |
| 1999 | Premios Globo de Oro              | Mejor actriz de miniserie o telefilme                   | Merlin                       | Nominada  |      |
| 2000 | Premios Globo de Oro              | Mejor actriz de reparto de serie, miniserie o telefilme | The Big Brass Ring           | Nominada  |      |
| 2003 | Premios del Sindicato de Actores  | Mejor reparto                                           | Las horas                    | Nominados |      |
| 2004 | Premios Globo de Oro              | Mejor actriz de miniserie o telefilme                   | The Lost Prince              | Nominada  |      |
| 2004 | British Academy Television Awards | Mejor actriz de televisión                              | The Lost Prince              | Nominada  |      |
| 2011 | Premios BAFTA                     | Mejor actriz de reparto                                 | Made in Dagenham             | Nominada  |      |